# Загорецька Людмила Степанівна
| Загорецька Людмила Степанівна |                                                               |
| Ліга Сміху                    | +                                                             |
| Країна                        | Україна                                                       |
| Місто                         | Львів                                                         |
| ВНЗ                           | НУ "ЛП"                                                       |
| Роки у КВН                    | 2010–до тепер                                                 |
| Роки активності поза КВН      | 2017: Ігри Приколів Кабаре "Вечір Колєг" - Grupa "Kurwa Matj" |
| Попередні назви               | Метр сімдесят                                                 |

«Загорецька Людмила Степанівна» — одна з команд-переможців третього сезону телевізійного проєкту «Ліга сміху» на телеканалі «1+1», яка сформувалась в 2011 році як збірна НУ «Львівська Політехніка». ЗЛС створена як альтернатива класичному західноукраїнському гумору.
Про «Загорецьку Людмилу Степанівну» багато хто дізнався завдяки «Лізі Сміху», однак Віктор Розовий та Святослав Антіпов далеко не новачки серед коміків. Свою команду хлопці заснували ще 2011 року. На той час вони були гравцями двох КВК-команд Львівської політехніки. Одразу розкриємо інтригу: реальної Загорецької Людмили Степанівни не існує, тому назва, як і сам гумор львів'ян, небанальна.

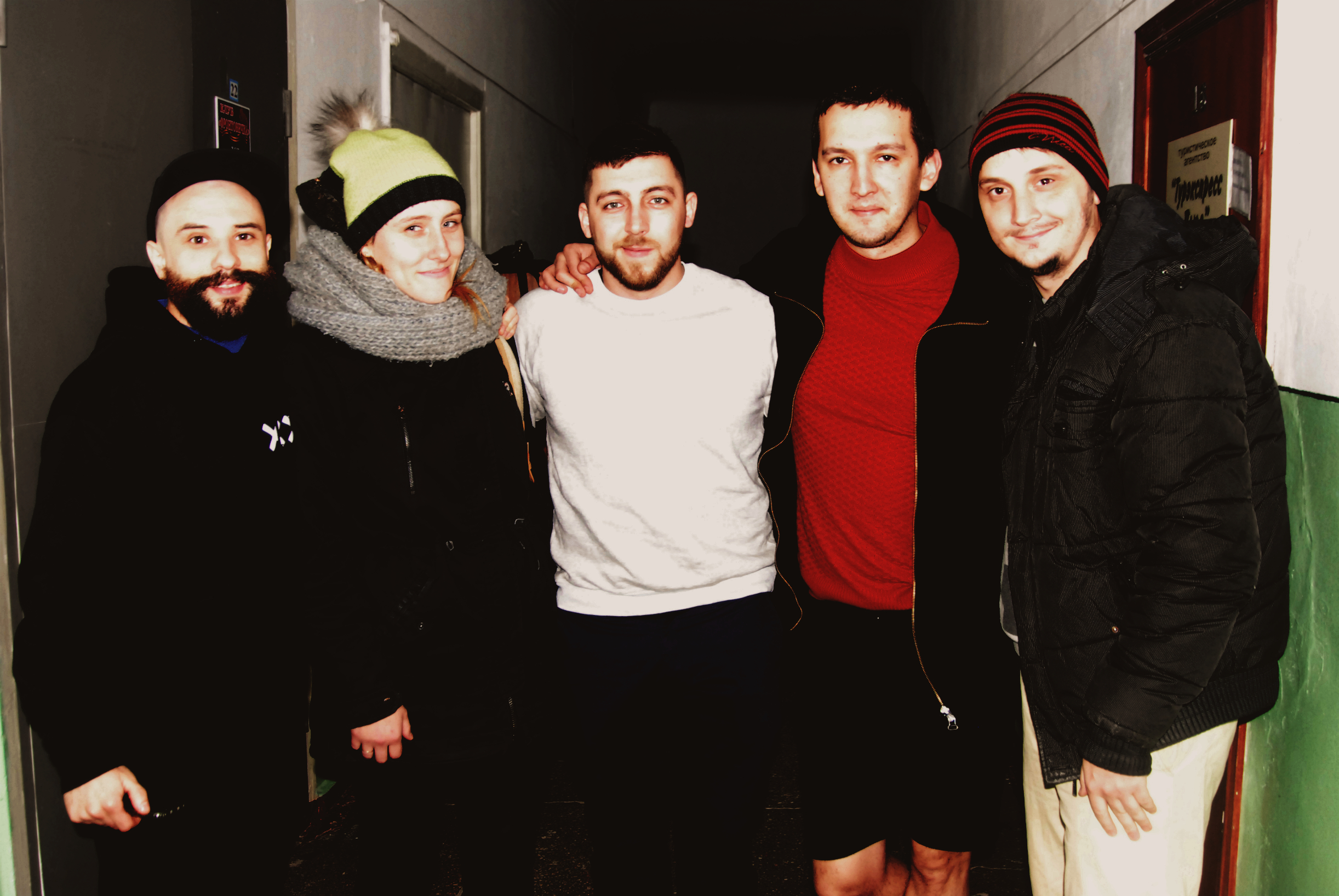
Загорецька Людмила Степанівна

## Назва
В одному з інтерв'ю Каті Осадчій Віктор Розовий сказав, що назву свого колективу вони створили з імені іншої людини — Закалюжної Людмили Степанівни, яка працювала в студентському гуртожитку.

## Створення команди
Колись команда ЗЛС представляла збірну команду «Львівської Політехніки». Але у 2010 році команда розпалася на 2 частини — найактивніші увійшли до «Метр сімдесят», інші — до «Pazitiff». Обидві команди виступали поодинці. З часом команда «Метр сімдесят» вичерпали себе і тому виник абсолютно новий проєкт під назвою «Загорецька Людмила Степанівна». ЗЛС заснована з новою структурою та новим поданням жартів. Команда виграла ¼ ліги КВК Європи.

## Склад команди
- Віктор Розовий
- Святослав Антіпов
- Дмитро Гоян

## Ліга сміху
На фестивалі команда почала виступати з третього сезону, хоча до того виступала в регіональних лігах (Ліга сміху. Захід). Її тренером у сезоні став Юрій Горбунов з яким вона і виграла третій сезон. У четвертому сезоні ЗЛС не виступала, але брала участь у Літньому кубкові 2018 (тренер Станіслав Боклан) де його і виграла.

## Інші проєкти
- Гумор Кабаре «Вечір Колєг» — Grupa «Kurwa Matj»[5]
- «Метр сімдесят»[2]
- «Ігри приколів» — Реп-гурт «Гангстер Байтери»[6]

## Факти
Віктор Розовий та Святослав Антіпов кардинально відрізняються від своїх сценічних персонажів. Хлопці дуже стримані та спокійні. Віктор веде здоровий стиль життя та займається спортом. А от Святослав не так давно повернувся з армії: він служив у славнозвісній львівській 80-й бригаді.
Для обох коміків гумор залишається більше хобі, а не роботою. Віктор заробляє на життя проведенням корпоративів, весіль чи інших урочистих подій, а Святослав поки що в творчих пошуках.